# گیوشاد
گیوشاد یک روستا در ایران است که در دهستان براکوه واقع شده‌است. گیوشاد ۱۵۸ نفر جمعیت دارد.